# Hippolyte Sebert

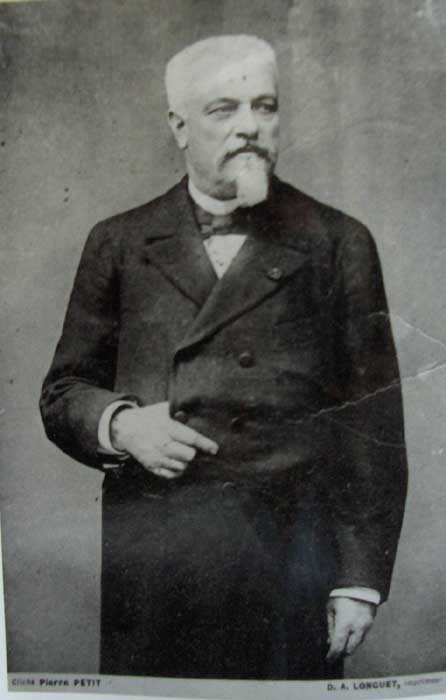
Hippolyte Sebert fotografiert von Pierre Petit

Hippolyte Sebert (* 30. Januar 1839 in Verberie; † 23. Januar 1930 in Paris) war ein französischer Ingenieur und Offizier des französischen Heeres.

## Leben

### Militärdienst
Sein erster Lebensabschnitt war von seiner militärischen Karriere bestimmt. Nach der Schulausbildung in der nordfranzösischen Stadt Douai trat er 1858 in die Elitehochschule École polytechnique in Paris ein, die er 1860 als Artillerieoffizier der Marine verließ; er wurde danach in Toulon stationiert. Er entwickelte Geräte für die Verformungsmessung bei der Herstellung von Geschützrohren.
Von 1866 bis 1870 war er in Neukaledonien stationiert, wo er der Marineartillerie vorstand. Er begann sich für die mechanischen Eigenschaften tropischer Hölzer zu interessieren und inventarisierte in verschiedenen Gegenden neu entdeckte Pflanzenarten, an deren Erstbeschreibung er zum Teil beteiligt war.
Sein botanisches Autorenkürzel lautet „Sebert“.
Bei der Belagerung von Paris während des Deutsch-Französischen Krieges nahm er mit der 2. Armee als persönlichen Adjutanten (Aide-de-camp) von General Charles Victor Frébault an der Schlacht bei Villiers teil. 1890 erfolgte die Beförderung zum Général de brigade. 1891 wurde er zum Commandeur der Ehrenlegion ernannt.
Als Leiter des Zentrallabors der Marineartillerie führte Sebert ballistische Versuche aus und testete die Mechanik von Kanonen. Mit seinem Freund Pierre-Henri Hugoniot analysierte er zudem die Abgase, die beim Abfeuern eines Geschützes entstehen.

### Nach dem Dienst
Nach seinem Abschied aus dem Militär nahm er seine wissenschaftliche Karriere wieder auf. Er wurde erst beratender Ingenieur, dann Geschäftsführer der Schiffsbaugesellschaft Société des forges et chantiers de la Méditerranée. 1897 wurde Sebert zum Mitglied der französischen Akademie der Wissenschaften, Sektion Mechanik gewählt. 1898 initiierte er in Kooperation mit dem 1895 in Belgien von Paul Otlet und Henri La Fontaine gegründeten Institut International de Bibliographie (heute Mundaneum) das Bureau Bibliographique de Paris.
Im Jahre 1900 war Sebert Präsident der Association française pour l’avancement des sciences. Er war 1916/17 einer der Mitbegründer des Institut d’optique théorique et appliquée, das später in der Grande école École supérieure d’optique (kurz SupOptique) aufging. Von 1901 bis 1929 war er als Nachfolger von Louis Lumière auch Vorsitzender der französischen Gesellschaft für Fotografie und Vorsitzender der französischen Gesellschaft für Kinematographie (Société française de cinématographie).

#### Dreyfus-Affäre
1904 war Sebert Vorsitzender einer aus vier Generälen bestehenden Kommission, die den Auftrag hatte, das so genannte Bordereau zu untersuchen. Dabei handelte es sich um ein Schriftstück, aus dem hervorging, dass ein unbekannter französischer Generalstabsoffizier dem deutschen Geheimdienst vertrauliche Informationen zugespielt hatte. Das „blamierte Frankreich“ sah in diesem Hochverrat eine der Hauptursachen der Niederlage im Deutsch-Französischen Krieg (1870/71). Rechtsmäßig des Landesverrat verurteilt und degradiert wurde der jüdischstämmige Artillerie-Hauptmann Alfred Dreyfus. Die „General Sebert-Kommission“ trug zu dessen späten Rehabilitierung bei, stellte sie doch lapidar fest, dass das Bordereau nicht von einem Offizier der Artillerie verfasst sein konnte.

#### Esperanto
Sebert setzte sich engagiert für die Dezimalklassifikation in der Bibliographie ein. Die Bibliothek des französischen Esperanto-Verbands Union Française pour l’Espéranto (UFE) trägt den Namen Hippolyte Sebert und verwendet die von Sebert eingeführte Dezimalklassifikation.
Auf der Suche nach einer universellen Sprache für die Bibliographie war Sebert 1898 auf die Kunstsprache Esperanto gestoßen, dessen Verfechter er bis zu seinem Lebensende blieb. Zusammen mit Émile Javal gründete er 1905 in Paris das Centra Oficejo mit der Aufgabe, Esperanto durch Werbung und Unterrichtung zu verbreiten. Dafür stellte er zwei Räume in dem von ihm geleiteten Société française de photographie zur Verfügung und finanzierte die Einrichtung mit erheblichen Zuwendungen. Sebert nahm an den meisten Esperanto-Weltkongressen teil. Er motivierte zahlreiche Wissenschaftler dazu, Esperanto zu erlernen und es in der wissenschaftlichen Kommunikation einzusetzen. 1906 gründete er die Internacia Scienca Asocio Esperantista (Internationale Wissenschaftsvereinigung) als Dachorganisation und war zwei Jahre deren Vorsitzender.

## Mitgliedschaften
1897 wurde er als ordentliches Mitglied in die Académie des sciences in Paris aufgenommen.

## Werke
Wissenschaft und Technik
- Notice sur les instruments enregistreurs, construits par Richard frères. Richard, 1886. 84 S.

Über Esperanto oder in Esperanto
- 1990: Leteroj de Sebert al Ludoviko [Zamenhof] (Hrsg. Ito Kanzi)
- 1920: Le mouvement espérantiste avant la guerre et depuis 1914
- 1910: La langue internationale auxiliaire Esperanto. Général Sebert. Office Central Espérantiste, 1910.
- 1910: Modela klasifiko de Esperantaj bibliotekoj laŭ la sistemo de la decimala klasifiko uzata por la universala bibliografia repertorio (recenzo en La Revuo 6a vol. 1911–1912, p. [146])
- 1909: L’Esperanto et les langues nationales. Office central espérantiste. 24 S.